# Prattsville (hrabstwo Greene)
Prattsville – jednostka osadnicza w Stanach Zjednoczonych, w stanie Nowy Jork, w hrabstwie Greene.